# Tatuaż japoński

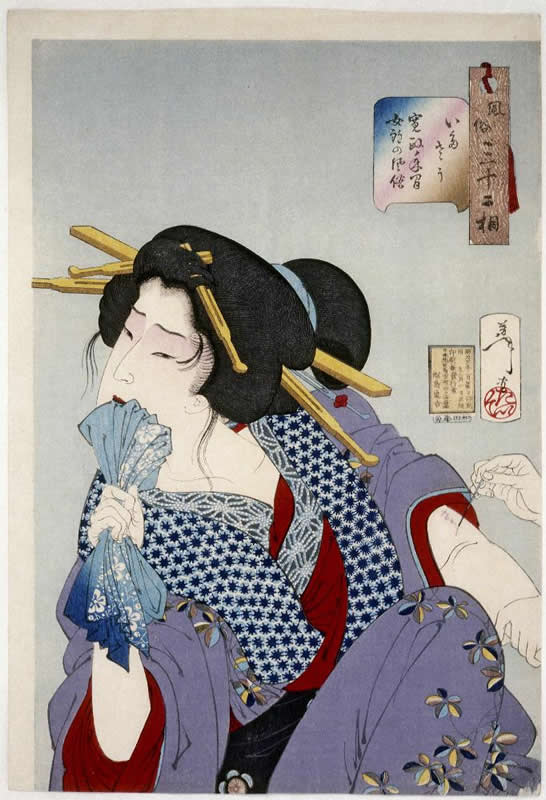
Yoshitoshi Tsukioka, Kurtyzana (jorō) z okresu Edo zaciska zęby na ręczniku, znosząc ból w czasie tatuowania imienia jej kochanka, 1888 r.

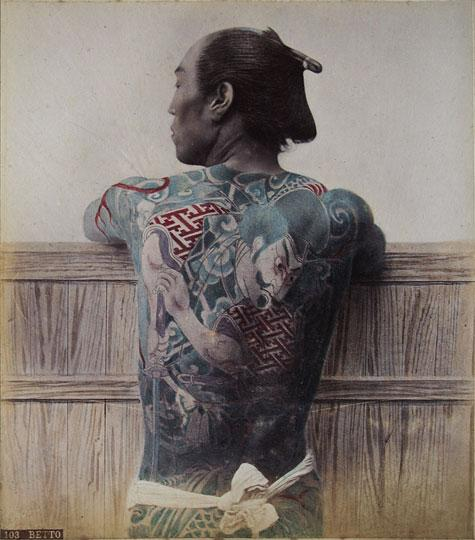
Tatuaż japoński

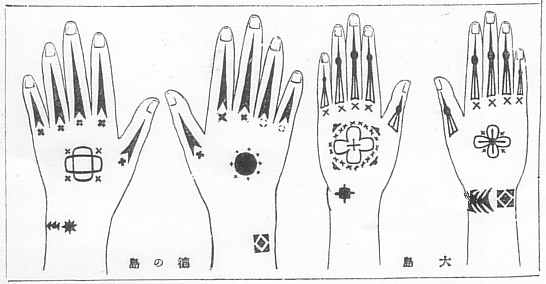
Tatuaż hajichi z wysp Amami: po prawej Amami Ōshima, po lewej Toku-no-shima

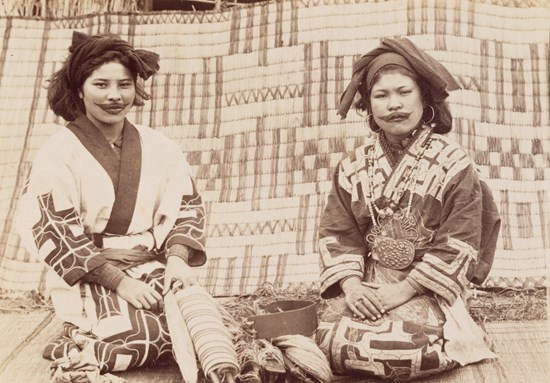
Kenzō Tamoto (1832–1912, japoński fotograf), kobiety ajnuskie z tatuażem wokół ust, ok. 1890 r.

Tatuaż japoński (jap. 入れ墨 irezumi; dosł.: wpuszczanie, wprowadzanie tuszu) – trwałe rysunki lub napisy na skórze człowieka, wykonane poprzez nakłuwanie i zapuszczanie farby. 

## Wstęp
Tatuaż japoński posiada wiele unikalnych cech odróżniających go od tatuaży z innych stron świata. Są to przede wszystkim: bogata kolorystyka, symbolika, wzornictwo, metody tatuowania oraz wielowiekowa tradycja wykonywania zdobień. Irezumi jest wielobarwny, składa się z pięciu podstawowych kolorów: czerni, czerwieni, zieleni, indygo, żółci. Inne kolory powstają z połączenia podstawowych barwników. Kompletny tatuaż japoński pokrywa całe ciało (w tym genitalia) z wyłączeniem twarzy, szyi i dłoni oraz wąskiego pasa skóry tułowia od końca szyi do pępka.

## Historia
Wprowadzanie pigmentu w skórę w celu zastosowania trwałych wzorów, symboli lub obrazów, jest jedną z najstarszych i najbardziej rozpowszechnionych na świecie form modyfikacji ciała w celach magicznych, rytualnych, dekoracyjnych. Istnieją dowody na to, że tatuowanie w Japonii, znane jako irezumi, sięga czasów prehistorycznych. Prawdopodobnie pojawiły się już w czasach Jōmon (2 000 p.n.e. - 300 p.n.e.). Dowodem na to są liniowe znaki na figurkach dogū i haniwa. Choć naukowcy są w stanie jednogłośnie stwierdzić, że ówcześni Japończycy dekorowali swoje ciała dopiero w czasach Yayoi. 
Zasięg tego zwyczaju o różnych cechach widoczny jest m.in. na przykładzie kobiet z wysp Amami (część archipelagu Nansei), które miały na dłoniach tatuaże hajichi, wykonywane zaostrzonym bambusem. W niektórych przypadkach sięgały one od opuszków palców aż do tułowia. Najwcześniejsze wzmianki o tym pojawiły się w XVI wieku, ale zakłada się, że zwyczaj ten sięga znacznie głębiej w przeszłość. Tatuaże wskazywały na stan małżeński kobiety, a zakończenie procesu tatuowania obchodzono jako pomyślne wydarzenie. Dokładne kształty tatuaży i pokrycie obszarów ciała różniły się w zależności od wyspy. W niektórych miejscach wierzono, że kobieta bez właściwego hajichi cierpi w życiu pozagrobowym. Z kolei na północnym krańcu archipelagu (w tym na Hokkaido) kobiety ajnuskie (inaczej: Yezo, Emishi) miały tatuaże wokół ust. 
Najstarsze kroniki japońskie: Kojiki (712 r.) i Nihon-shoki (720), wspominają o tatuowaniu jako zwyczaju lub karze praktykowanych w odległych regionach kraju.
Stopniowo z biegiem wieków zwyczaj ten zanikał. Uległ też zmianie ideał kobiecego piękna – przeniósł się z samego ciała na wrażenia odbierane poprzez odzież i pachnidła. Na początku XVII wieku opisy i wzmianki o tatuowaniu zniknęły całkowicie z tekstów i dzieł malarskich.
Po okresie konfliktów zbrojnych pomiędzy lokalnymi daimyō w okresie Sengoku (1467–1573) Japonia osiągnęła stabilność społeczną w okresie Edo (1603–1868), a tatuaże przeżyły odrodzenie. Pierwsze wzmianki o tym odnoszą się do kurtyzan (jorō) z dzielnic rozrywki i ich uprzywilejowanych klientów, którym przysięgały wieczną miłość, „wpisując” ich imię w skórę lub, w niektórych przypadkach, poświęcając mały palec. Te dowody lojalności zostały następnie przejęte przez zespoły hazardzistów i inne grupy podziemia, które pojawiły się w XVIII wieku. W tym środowisku tatuaże ewoluowały od prostych znaków i symboli w większe i bardziej wyszukane obrazy, co z kolei wywołało zapotrzebowanie na profesjonalnych tatuażystów (irezumi-shi, horimono-shi) o coraz bardziej wyrafinowanych umiejętnościach.
Tatuaże były również ściśle związane z prawdziwymi i fikcyjnymi postaciami z podziemnego świata, w tym z kyōkaku („rycerze miasta”, samozwańczy „rycerze”, osoby działające pod pozorem rycerstwa, które tworzyły gangi i uprawiały hazard). Kyōkaku zajmowali ważne miejsce w kulturze popularnej okresu Edo jako wyjęci spod prawa bohaterowie, którzy chronili słabych. Tatuaż stał się jednym z charakterystycznych atrybutów tych postaci.
Tatuaże przyjęły się również wśród mężczyzn wykonujących określone zawody: hikyaku→ (1) ekspresowych posłańców, kurierów, (2) listonoszy i tobi (tobishoku) → (1) robotników budowlanych pracujących na dużej wysokości, stawiających rusztowania, (2) strażaków (w okresie Edo). Aby ułatwić sobie ruchy i przemieszczanie się w gorącym klimacie związywali lub zdejmowali odzież wierzchnią, czasem całkowicie, aż do przepaski biodrowej. Tatuaż był dla nich sposobem ukrywania i ozdabiania nagiej skóry.
Tobi byli zwinnymi wspinaczami, którzy pracowali przy wznoszeniu konstrukcji do festiwali i wydarzeń publicznych, a także pełnili role policyjne i gasili pożary. Z czasem tatuaże stały się tak integralne z wizerunkiem i tożsamością „wspinaczy”, że bogaci przywódcy lokalnych społeczności, powodowani dumą obywatelską, pokrywali koszty ich pracy. Smocze tatuaże tobi były uprzywilejowane jako rodzaj talizmanu, być może dlatego, że tradycyjnie uważano, że smoki przynoszą deszcz. W tym środowisku tatuaże ewoluowały od prostych znaków i symboli w większe i bardziej wyszukane obrazy. W dużej mierze stało się to także dzięki wpływom ukiyo-e i teatru kabuki, osiągając punkt kulminacyjny tatuażu na całe ciało w XIX wieku.
Tatuaże nigdy nie obejmowały rządzącej klasy wojowników, częściowo dlatego, że samuraje byli związani konfucjańskimi ograniczeniami, aby nie powodować obrażeń własnego ciała. Ponadto powszechnie uważano tę praktykę za niesmaczną lub wręcz obrzydliwą, gdyż czasami przestępcy byli karani nakładaniem tatuaży na ramiona lub czoło (praktyka rozpoczęta w 1720 r.). Siogunat Tokugawów okresowo wydawał dekrety ograniczające tatuowanie, ale miały one niewielki wpływ. 
Wraz z upadkiem siogunatu i restauracją Meiji w 1868 roku nowy rząd przystąpił do budowy nowoczesnego państwa na wzór Zachodu. Po ponad 200 latach izolacji Japonia otworzyła się dla świata. Zagraniczni dygnitarze, podróżnicy, badacze i marynarze zaczęli odwiedzać Japonię. Ich relacje zazwyczaj podkreślały odmienne cechy i zwyczaje tego społeczeństwa, które cudzoziemcy uważali za egzotyczne lub szokujące, jak na przykład widok mężczyzn spacerujących po mieście praktycznie nago z tatuażami na całym ciele. Z tego powodu, obawiając się postrzegania Japonii jako zacofanego narodu, rząd Meiji zakazał tatuowania w 1872 roku. To jednak nie zmieniło sytuacji w tych grupach społeczeństwa, w których było ono zakorzenione od wieków. Doprowadziło to jedynie irezumi do ukrycia się. W 1948 roku zniesiono zakazy. 
Izolacja Japonii i wprowadzone zakazy przyczyniły się do zachowania sposobu wykonywania tatuaży w prawie niezmienionej formie. Wielu mistrzów tatuażu (irezumi-shi lub horimono-shi), nadal wykonuje tebori (ręczne rzeźbienie) i stosuje tradycyjne narzędzia (na które składają się metalowe igły przymocowane jedwabną nicią do bambusowej rączki) i metody wprowadzania barwnika w skórę, wykorzystując często motywy wywodzące się ze sztuki drzeworytnictwa ukiyo-e i mitologii japońskiej. 
Irezumi jest nieodłącznym atrybutem członków syndykatów przestępczych yakuza, co budzi wobec nich określone reakcje, zachowanie i niechęć w społeczeństwie. Mają oni często zakaz wstępu do niektórych miejsc publicznych, jak np. baseny, parki wodne, łaźnie (o-furo), gorące źródła w uzdrowiskach (onseny).
W 1881 roku książę Walii, przyszły król Jerzy V (1865–1936; panował w latach 1910–1936) i jego brat, książę Albert Wiktor (1864–1892), odwiedzili Japonię jako nastolatkowie. Zgodnie z oficjalnym dziennikiem wycieczki, sporządzonym przez ich nauczyciela, wielebnego Johna Neale'a Daltona (1839–1931), książęta mieli na rękach tatuaże wykonane podczas pobytu tam: George – smoka i tygrysa, Albert – kilku bocianów.